# Calea către Eden
The Way to Eden este un episod din sezonul al III-lea al serialului original Star Trek. A avut premiera la 21 februarie 1969.

## Prezentare
Nava Enterprise este deturnată de către un medic criminal și ai săi discipoli loiali cu aer hippie, care se află în căutarea paradisului.